# Theodor Körner

Theodor Körner (23 de abril de 1873 en Újszőny, Imperio austrohúngaro-4 de enero de 1957 en Viena, Austria) fue un político del Partido Socialdemócrata de Austria (SPÖ), Presidente Federal de la República de Austria desde el 21 de junio de 1951 hasta el 4 de enero de 1957, siendo el primero elegido mediante voto popular y directo.También fue alcalde y gobernador de Viena desde 1945 hasta 1951.

## Historia
Theodor era hijo de un oficial del ejército austrohúngaro, nació en Újszőny, (hoy Komárom, Hungría). Asistió a la escuela militar en Mährisch Weißkirchen (Hranice) donde alcanzó el grado de teniente en 1894. Sirvió como oficial en Agram (hoy Zagreb, Croacia) y fue ascendido a mayor en 1904. Durante la Primera Guerra Mundial, fue un comandante activo en el frente italiano. Renunció a su carrera militar en 1924, con el grado de general.
Siempre interesado en la política, se unió a los socialdemócratas y se convirtió en miembro del parlamento en 1924. Ocupó el cargo de presidente del Consejo Federal de Austria entre diciembre de 1933 y febrero de 1934.